# أسد بربري
الأسد البربري أو الأسد النوبي أو أسد الأطلس (الاسم العلمي: Panthera leo leo) هو إحدى سلالات الأسود التي انقرضت في البرية خلال أوائل القرن العشرين، والتي استوطنت شمال إفريقيا واعتقد لفترة طويلة بأنه انقرض تماما في أوائل 1940 ولم يبق منه أي أفراد حية، إلا أن بعض الأسود التي يحتفظ فيها في حدائق الحيوانات والسيركات أظهرت خلال العقود الثلاثة الماضية بعضا من السمات التي جعلتها تعتبر من السلالة البربرية، أو مرشحة لتكون كذلك على الأقل.
كانت الأسود البربرية من ضمن الوحوش التي إستقدمها الرومان لقتال المجالدين في الكولوسيوم إن لم تكن أكثرها شيوعا، وكان الرومان ينقلون الأسود من شمال إفريقيا إلى روما بأقفاص مغلقة تماما ويسجونها لأيام عديدة بلا طعام لتصبح أكثر شراسة، ومن ثم يطلقونها على المجالدين والمجرمين المحكوم عليهم بالإعدام بما فيهم المسيحيين في ذاك الوقت.
تعتبر الأسود البربرية من أكبر سلالات الأسود إجمالا، حيث تزن الذكور ما بين 400 و600 رطل (180 إلى 270 كيلوغراما) والإناث بين 220 و400 رطل (100 إلى 180 كيلوغراما) وهي بذلك تقارب الببور البنغالية في الحجم، إلا أن بعض الخبراء يعتقدون أن هذه الأحجام يُبالغ فيها كثيرًا وإن الحجم الحقيقي لهذه السلالة يماثل حجم سلالات الأسود الإفريقية التي تقطن جنوب الصحراء الكبرى (التي تزن قرابة 400 رطل) بقليل، إلا أنه ليس هناك من مصدر موثوق يدعم هذا القول. كان العلماء الأوائل يفترضون أن بنية هذه الأسود الخارجيّة (لبدة الذكر الكبيرة التي تمتد لما بعد كتفيه) تميّزها عن غيرها من السلالات ويمكن بالتالي الاستناد إليها لتعريف هذه السلالة، إلا أنه يُعرف الآن أن لون وحجم اللبدة يتأثّر بعدد من العوامل الخارجيّة الخاصة بالبيئة التي يسكنها الحيوان مثل درجة الحرارة، وبالتالي فإن أي سلالة من الأسود يمكن أن تنمو لديها لبدة ضخمة في بيئة أكثر برودة، وهنا يمكن القول أنه لا يمكن تعريف الأسود البربرية عن طريق حجم لبدتها وإنما ينبغي تحليل حمضها النووي وإيجاد أثار فيه تدل على هويتها.
كانت الأسود البربرية تتشاطر موطنها مع نوعين أخرى ن من الضواري الكبيرة وهي النمر البربري ودب الأطلس، وقد انقرض الثاني بينما شارف الأول على الانقراض، أما الأسد البربري فإن البعض من العلماء والمؤسسات (مثل موقع الانقراض) يفترضون أنه منقرض ولا يعترفون بوجود فرد حي نقي جينيّا اليوم إلى أن يتم إثبات ذلك عن طريق بعض الفحوص، أما البعض الأخر فيرون أن هذه الأسود لا تزال حيّة طالما أن هناك أسودا تحمل ولو جزء من خصائصها الوراثيّة، وإن تحديد هذه الأسود التي تحمل هذه الخصائص قد يمكّنهم من إكثارها وإعادة أفراد نقيّة منها إلى البرية. ومع ذلك، يبدو من علم الوراثة أن أسد الأطلس هو نفس السلالات مثل الأسد السنغالي في غرب ووسط أفريقيا.

## الوصف والخواص الأحيائية

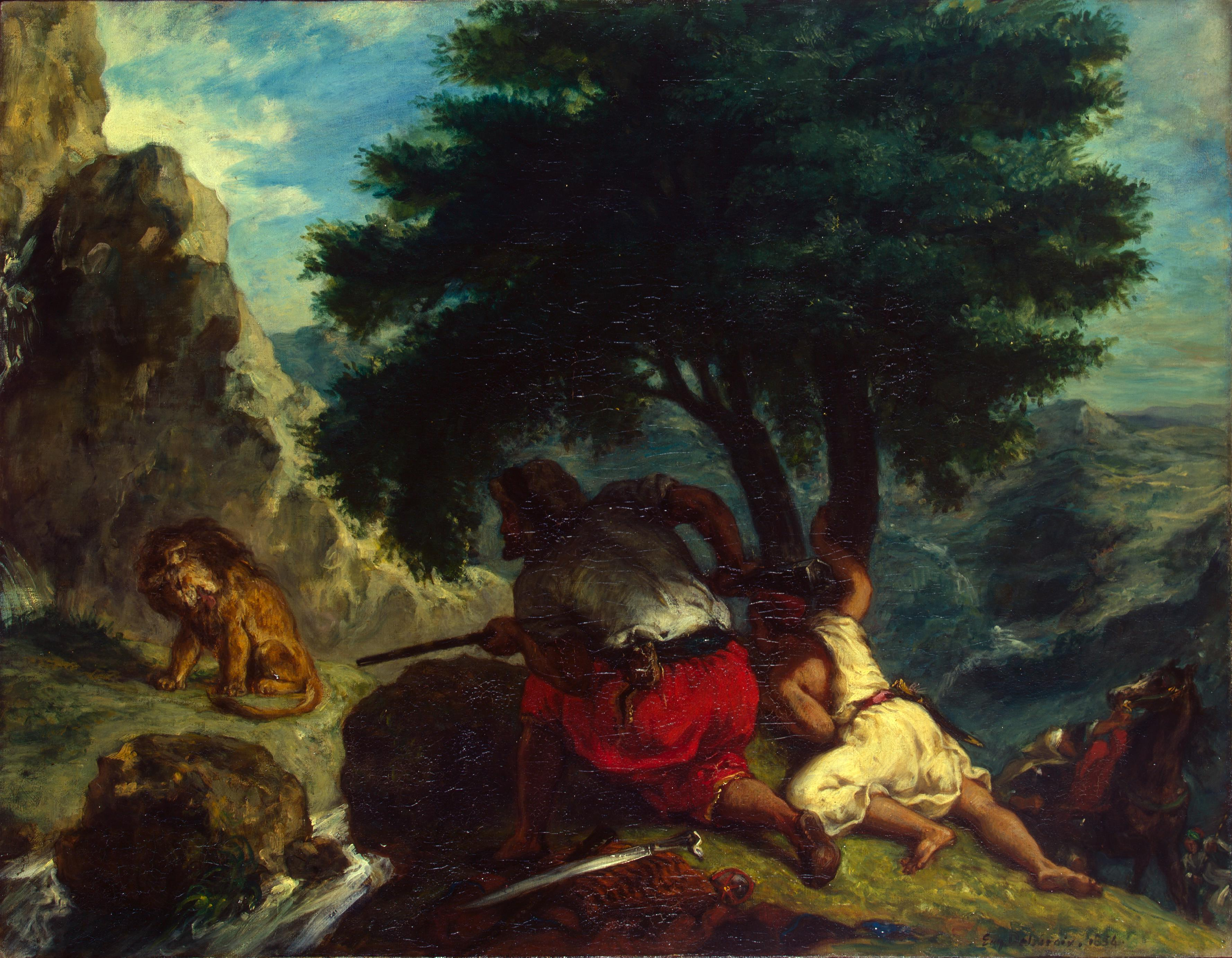
لوحة تصور مطاردة أسد بربري في المغرب سنة 1855

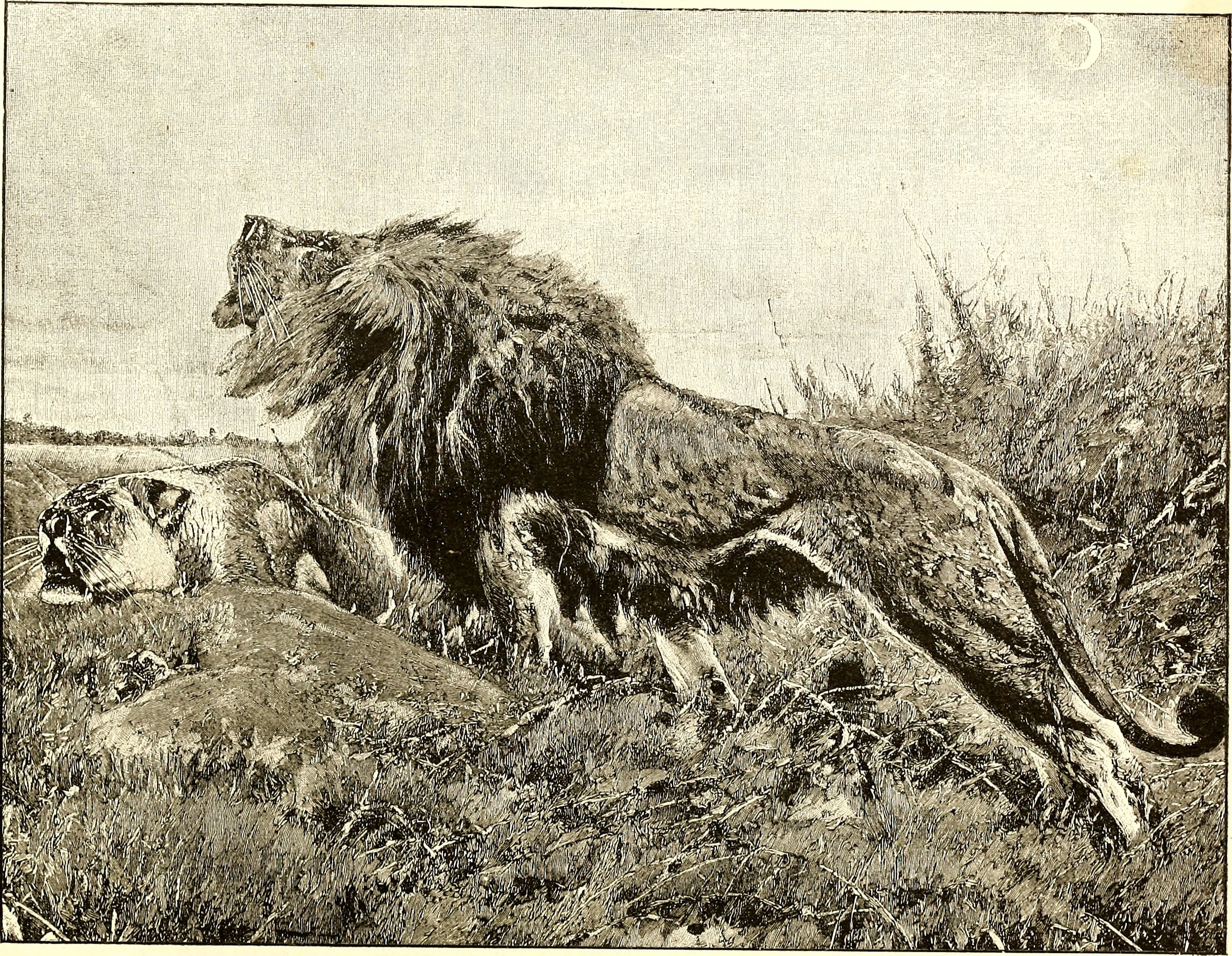
رسم لأسد بربري يعود لسنة 1900

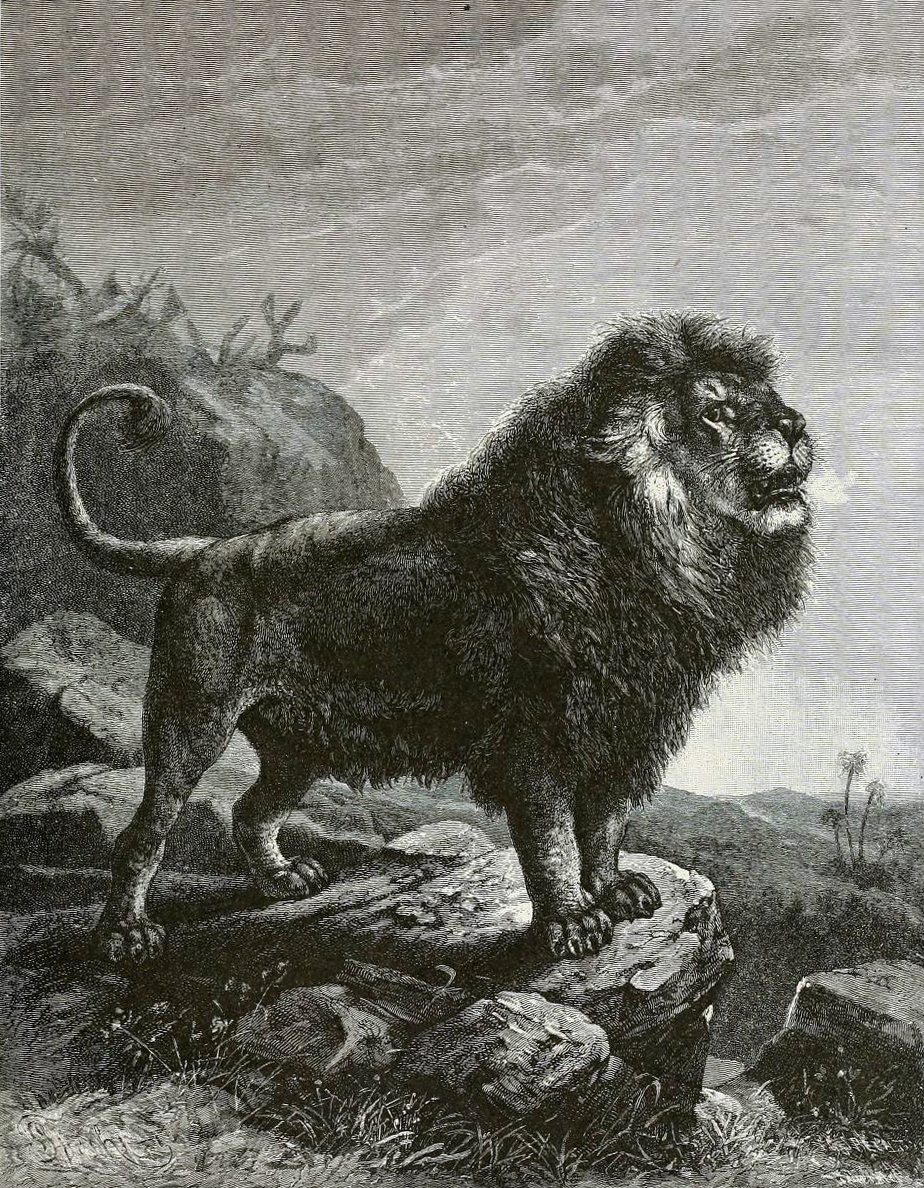
رسم لأسد بربري يعود للعام 1898.

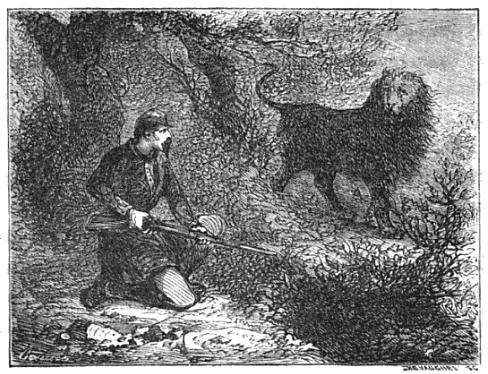
صورة لصيد الأسد البربري في الجزائر سنة 1860

يفترض العلماء أن هناك سبعة سلالات من الأسود الإفريقية، إلا أن مصداقية هذه الفرضية لا تزال موضوع جدل إذ أن البعض يقول بأن جميع هذه السلالات يُمكن جمعها في سلالة إفريقية واحدة، وفي الواقع فإن الأسود الإفريقية غالبا ما تعتبر أحادية الطراز أي ذات طراز أو ممثل واحد. أما الأسود الآسيوية فهي مميزة ومختلفة جينيّا عن الأسود الإفريقية القاطنة لجنوب الصحراء الكبرى، إلا أن هذا الاختلاف لا يزال بسيطا، فهو أصغر من الاختلاف والبعد الجيني بين الأعراق البشرية المختلفة؛ وبالاستناد إلى هذا الفرق الجيني، يُقدّر العلماء أن الأسد الآسيوي انفصل عن الجمهرة الإفريقية منذ حوالي 100,000 سنة، وهي فترة لا تعتبر كافية كي تتطور لدى الحيوان تعارضات تناسليّة، أي لا تصبح قادرة على التناسل مع الجمهرة الإفريقية. يُعتقد بأن «الأسد البربري» مرتبط بالسلالة الآسيوية بشكل أكبر من ارتباطه بالسلالات الإفريقية الأخرى على الأرجح.
على الرغم من أن هناك القليل من العينات الخاصة بالأسود البربرية (الجماجم والجلود)، بالإضافة لصور ولوحات عن أسود بربريّة حيّة، فإن بعض العلماء استطاعوا عن طريق التدقيق بالبعض القليل منها أن يعيدوا تصوير المظهر الخارجي للأسد البربري الحقيقي حيث يظهر أنه كان ذو أهاب ضارب إلى الرمادي، طويل الفراء مما أضفى عليه مظهرا أشعث، كما وكانت الإناث والذكور اليافعة تمتلك شعيرات طويلة حول حلقها ومؤخر قوائمها الأماميّة وعلى طول معدتها؛ وكانت الذكور البالغة تمتلك لبدة ضخمة تغطي رأسها وعنقها وأكتافها، وتمتد لما بعد كتفيها وصولا إلى معدتها. اختلف لون لبدة هذه الأسود باختلاف المنطقة التي تغطيها على الجسد حيث كان باهتا على الأقسام الأماميّة ثم يشتد قتامة على الأقسام الخلفيّة، كما وكانت لها خصلة شعر طويلة على ذيلها وكان مؤخر رأسها أكثر ارتفاعا من باقي السلالات، حيث كانت قمّة الرأس أكثر بروزا مما كان يُظهر خطا أكثر استقامة يمتد من طرف الأنف حتى مؤخر الرأس. امتلكت الأسود البربرية أيضا ذقنا أكثر استدارة من باقي السلالات بالإضافة لخطم ضيّق نسبيّا وانقباض خلفيمحجري (واقع خلف محجر العين) لجمجمتها. يُعتقد أن للأسود البربرية نفس طيّة الجلد التي تتميز بها الأسود الآسيوية تحت لبدتها الممتدة على طول معدتها.

## السلوك

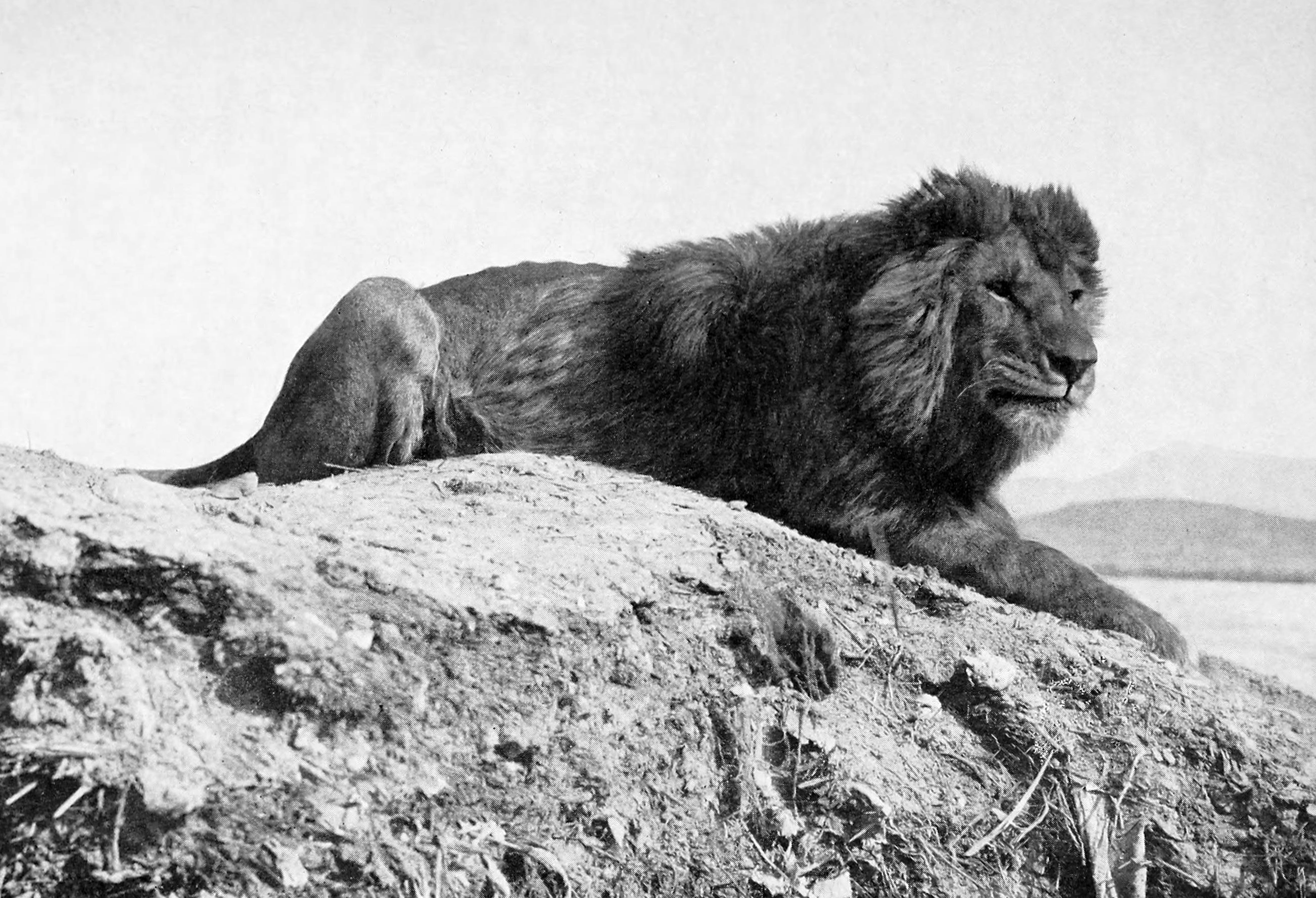
صورة لأسد بربري في الجزائر سنة 1857

كانت هذه الأسود تعيش بشكل انفرادي كباقي السنوريات الكبيرة وعلى العكس من باقي سلالات الأسود الاجتماعيّة، وفي بعض الأحيان كانت تعيش في أزواج، ويعود السبب في ذلك إلى عدم توافر الطرائد بشكل واف في المناطق التي قطنتها. كانت الإناث من هذه السلالة تقوم بتربية أشبالها حتى تصل لسن البلوغ (حوالي سنتين) ومن ثم تفترق عنها.

### المسكن

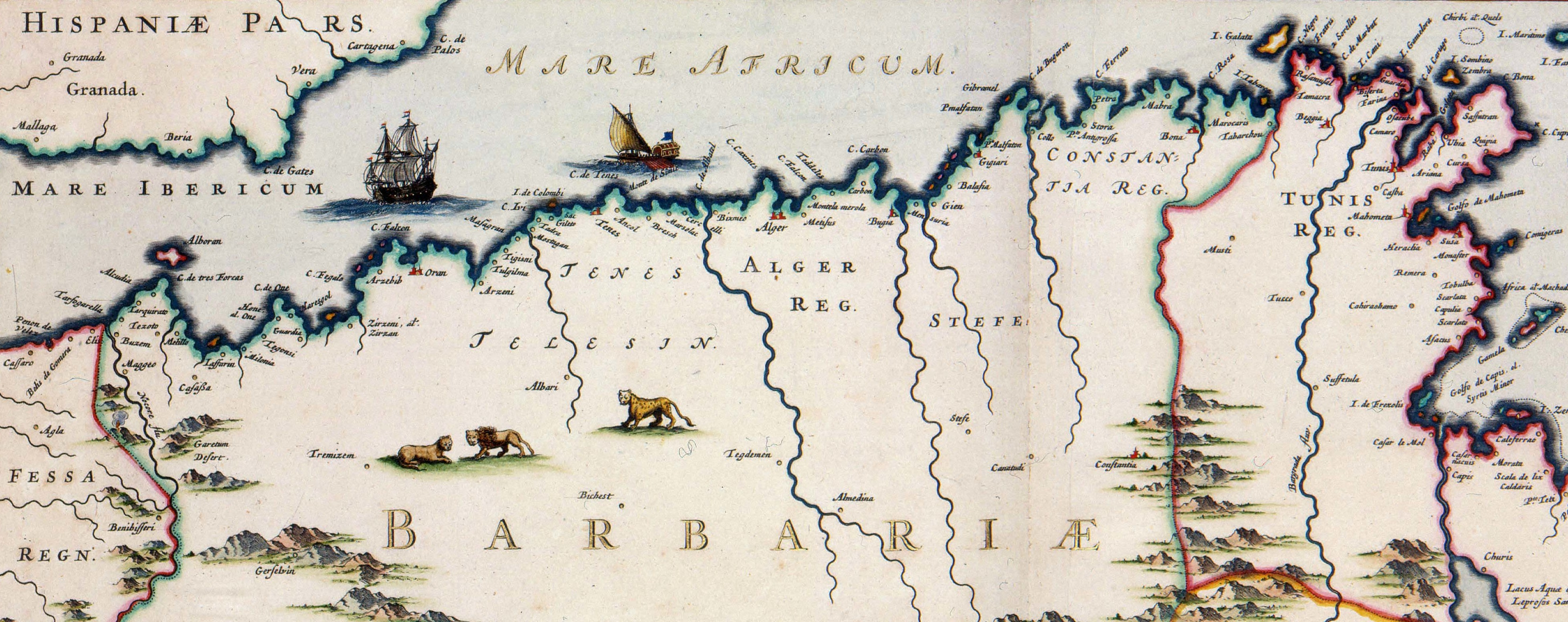
الأسد البربري في الأراضي الجزائرية سنة 1588 وحدودها مع تونس والإيالة الشريفة

استوطنت هذه الأسود شمال إفريقيا بكامله، إلا أن القسم الشرقي من تلك المنطقة (مصر وليبيا) يُحتمل بأنه لم يحو جمهرة كبيرة من الأسود حتى قبل أن يستوطنه البشر، ولعلّ ذلك يعود إلى قحل وجفاف المنطقة. يُعتقد أنه بحلول أوائل القرن الثامن عشر عند أقصى تقدير، كانت الأسود البربرية قد اختفت من القسم الشرقي المتوسطي لشمال إفريقيا وانحصرت في القسم الغربي منه (الجزائر، المغرب، وتونس). وعلى العكس من معظم سلالات الأسود الإفريقيّة، كان الأسد البربري صيّادا جبليّا يفضّل المناطق الحرجيّة على السهول المفتوحة والسفانا.

### الحمية
شملت الحمية الأساسية للأسد البربري عدّة أصناف من الحيوانات البريّة من شاكلة الضأن البربري، الخنازير البرية، غزلان كوفية، والأيائل البربرية. وبالإضافة إلى ذلك كانت هذه الأسود تقتات على المواشي المستأنسة من بقر والخراف بين الحين والأخر، حتى أنها كانت تقتنص الأحصنة في بعض الأوقات. لم يتم توثيق طريقة الصيد التي اعتمدتها الأسود البربرية يوما، إلا أنه يُعتقد بأنها كانت تلجأ لنفس أسلوب الخنق الذي تلجأ إليه باقي السنوريات الكبرى في العالم.

### التناسل
كان للأسود البربرية موسم محدد للتزاوج يُعتقد بأنه كان يقع في شهر يناير، وذلك على العكس من الأسود القاطنة للسهول التي لا موسم تزاوج محدد لها وإنما تتناسل على مدار العام، تُظهر السجلات الخاصة بالأسود البربرية الأسيرة أن فترة حملها تمتد لحوالي 110 أيام تقريبا، تضع الأنثى بعدها ما بين شبل إلى 6 أشبال إلا أن المعدّل غالبا يصل لما بين 3 أو 4 أشبال. تكون الصغار مرقطة غالبا برقط ورديّة قاتمة كثيفة وتزن حوالي 3.5 رطل عند الولادة، وهي تكسب وزنا بمعدّل 3.5 أونصات في اليوم وتبدأ أعينها بالتفتح عندما تصل لعمر 6 أيام ومن ثمّ تبدأ بالمشي عندما تبلغ 13 يوما. تصل الإناث إلى النضوج الجنسي عندما تبلغ سنتين تقريبا، إلا أنها لا تكون قادرة على الحمل إلى أن تصل لعمر 3 أو 4 سنين. تبدأ الذكور بإظهار اهتمامها بالإناث ما بين سن 24 و30 شهرا، إلا أنها لا تنجب صغارا خاصة بها قبل سن 3 سنوات، أو 4 إجمالا.

## تاريخ السلالة

### علاقة السلالة بالإنسان وبداية اندثارها

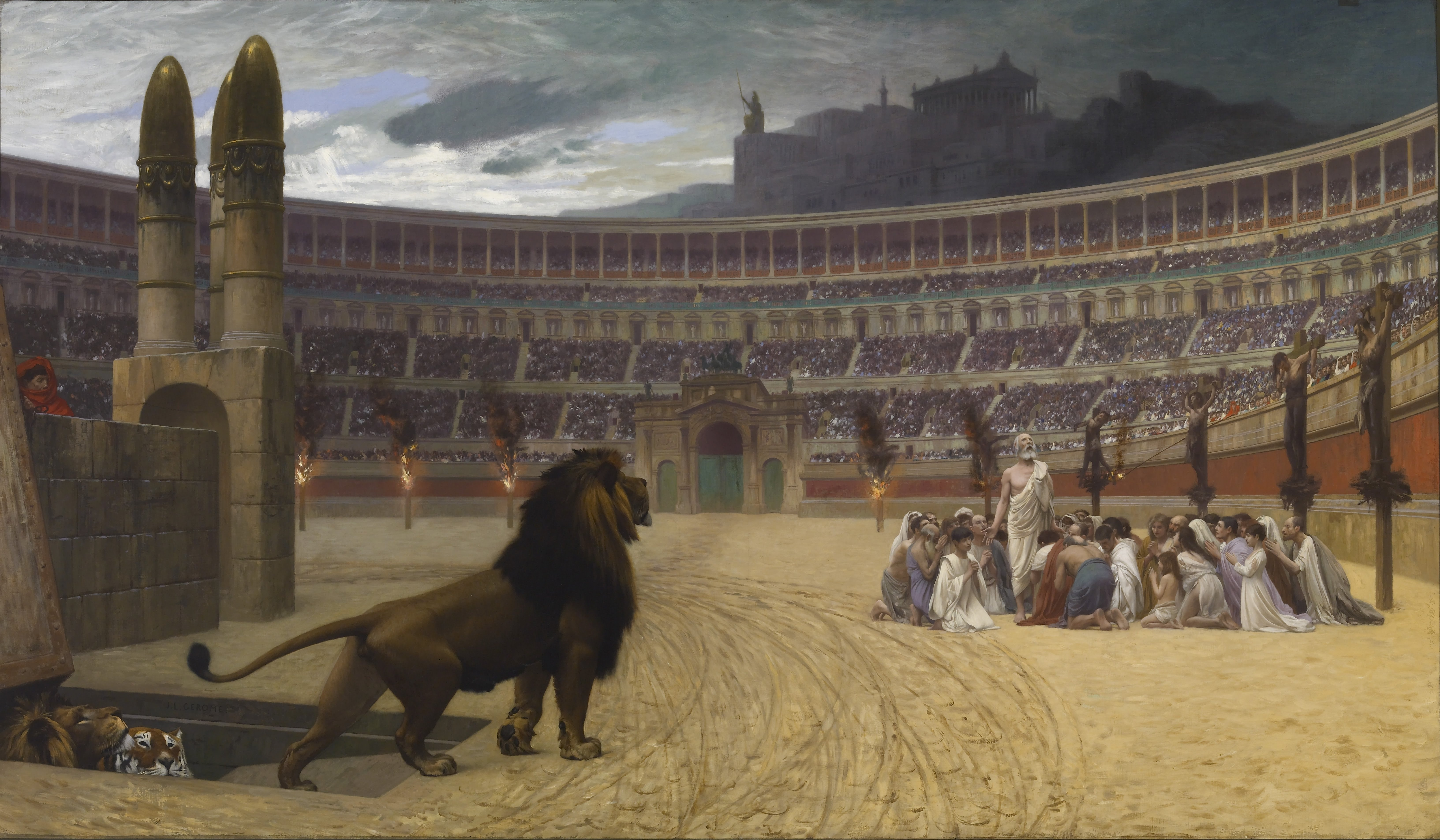
لوحة "صلاة الشهداء المسيحيين الأخيرة" بريشة جون ليون غيرومي (1883)، وهي تظهر أسدا بربريا يخرج من وكر الوحوش وعلى وشك أن يهاجم جماعة من المسيحيين في الكولوسيوم

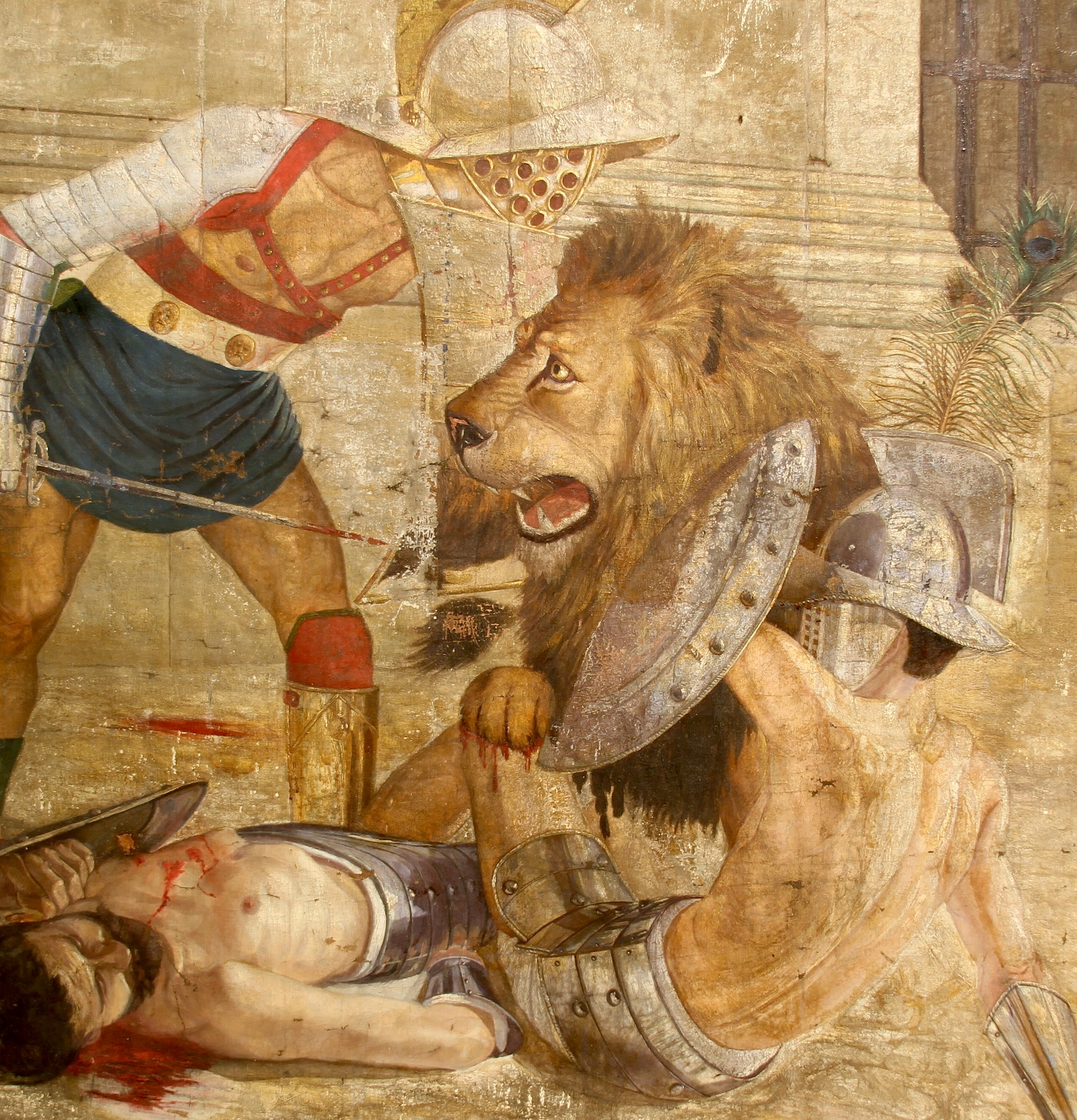
لوحة أسد بربري في مسرح الكولوسيوم

كان المصريون القدماء أول بشر احتكت بهم الأسود البربرية، وقد تمّ ذلك عندما وجدت القبائل المرتحلة ملاذا لها في وادي النيل فاستقرت هناك وأخذت تعمل في الزراعة وتربية الماشية في المناطق الخصبة التي سكنتها الأسود مما أدى بالتالي إلى صدام معها. وقد تلا البربر المصريين في النزاع مع الأسد البربري وذلك عندما أخذوا يستقرون في قرى صغيرة في جبال شمال إفريقيا ويقومون بزرع بعض المناطق، منذ حوالي 3000 سنة، وكان كل من المصريين والبربر يدافعون عن مواشيهم ومنازلهم من الأسود البربرية باستخدام الحراب والسهام، إلا أنهم على الرغم من ذلك لم يكونوا خطرا حقيقيا على جمهرة تلك الأسود.
بدأت أعداد هذه الحيوانات بالتراجع منذ عصر الإمبراطورية الرومانية، فقد كان الأباطرة الرومان يسعون دوما إلى الترفيه عن شعوبهم والإظهار لهم أن حضارتهم تسيطر حتى على الطبيعة، وكان الرومان القدماء يستقدمون هذه الأسود من شمال إفريقيا لجعلها تقاتل في المباريات التي كانت تقام في المدرج الروماني «الكولوسيوم» وغيره من الحلبات المشابهة، ويُعرف أن الرومان كانوا يحضرون الآلاف من تلك الأسود إلى مختلف أنحاء الإمبراطورية لتقاتل ما كان يعتبر ندّا لها وهم المجالدون. ولم تنتهي هذه الممارسات إلا بعد ستة قرون عندما اعتنقت الإمبراطورية الدين المسيحي وأصبحت تلك المباريات المتمثلة بقتل الإنسان والحيوان تعتبر أعمالا محرّمة لا تتفق ورسالة المسيحيّة؛ ولكن بالرغم من ذلك فقد استمرت أعداد الأسود البربرية بالتراجع بعد أن حكمت الإمبراطورية البيزنطية المنطقة لفترة وجيزة قبل الفتح الإسلامي في القرن السابع، وخلال فترة سيادة الدولة العربية كانت هذه الأسود تعتبر مصدر إزعاج وكان البعض يدفع مكافأة مقابل كل أسد يتم قتله.
ومع وصول الصيادين الأوروبيين إلى المنطقة في القرن التاسع عشر، تراجعت أعداد الأسود بشكل رهيب، حيث كان المرشدون المحليّون يتعقبون أثارها في جبال الجزائر، تونس والمغرب كي يصطادها صياد ما أو يُقبض عليها لغرض بيعها لحدائق الحيوان.

## اختفاء السلالة

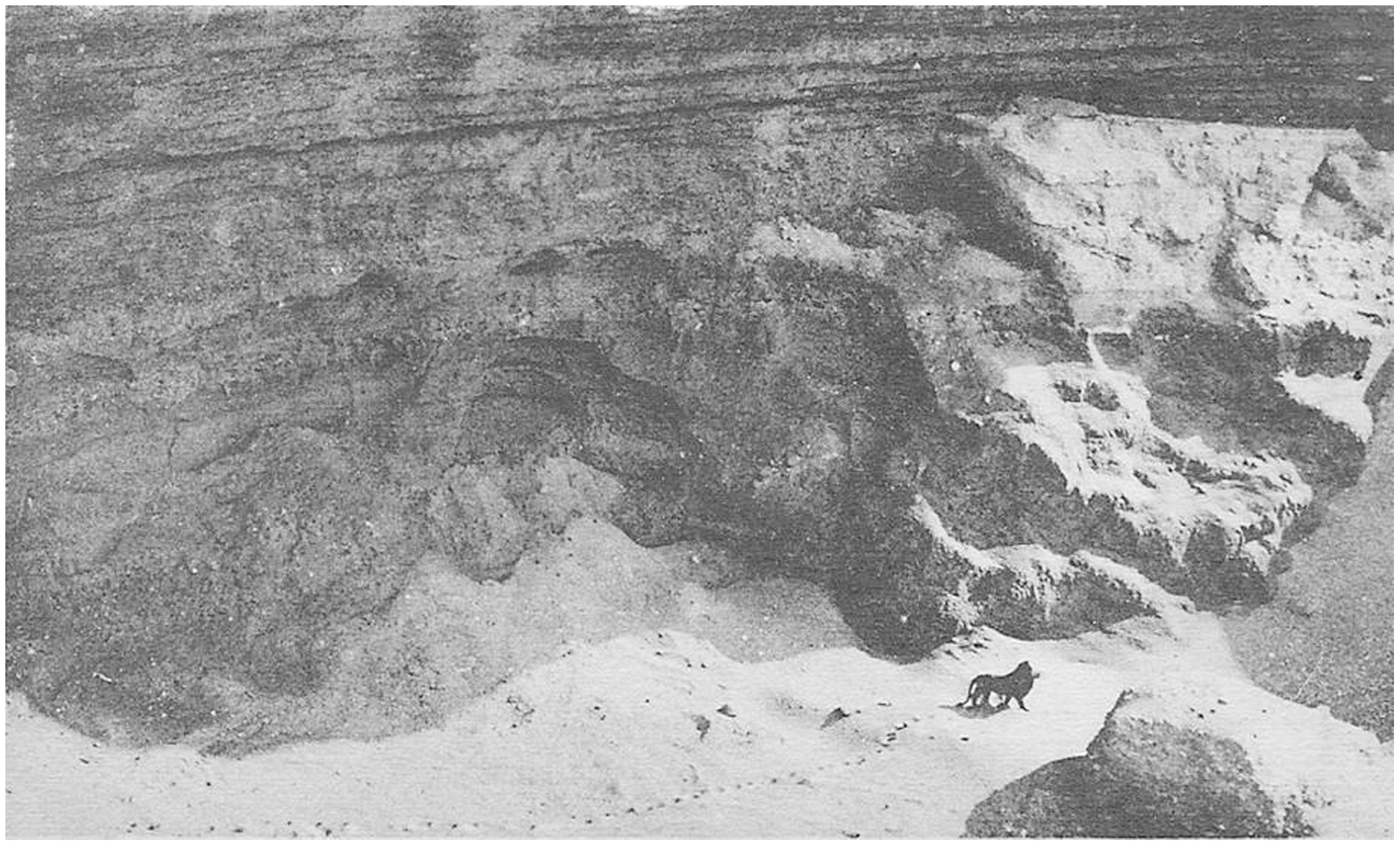
الصورة الأخيرة لأسد بربري في جبال الأطلس، التقطها مارسلان فلاندرين في رحلة من الدار البيضاء عام 1925

انقرضت الأسود من غربي ليبيا بحلول عام 1700 تقريبا، وفي تونس قتل أخر أسد بربري عام 1891 بالقرب من بلدة بابوش الواقعة بين طبرقة وعين دراهم، وفي الجزائر أصطيد أخر أسد عام 1910 بالقرب من سوق أهراس شرق قسنطينة، على الرغم من أن البعض يزعم بأن آخر أسد بربري في الجزائر تم إطلاق النار عليه في موقع غير محدد عام 1943. كان العثمانيون يشجعون صيد الأسود في تونس والجزائر حيث كانوا يدفعون مبالغ طائلة مقابل الحصول على جلود تلك الحيوانات، أما بعد أن قام الفرنسيون باحتلال تلك البلاد انخفض سعر الجلد، حيث كانوا يدفعون 50 فرنك فقط مقابل واحد منها، وبالمقابل فإن الكثير من المستوطنين وملاك الأراضي الفرنسيين أصبحوا صيادين للأسود في شمال إفريقيا حيث قتل ما يزيد على 200 أسد في الجزائر ما بين عاميّ 1873 و1883. اختفت الأسود من الساحل المغربي خلال أواسط القرن التاسع عشر، إلا أنها استمرت بالتواجد في ذاك البلد حتى الربع الأول من القرن العشرين حيث قُتل أخرها عام 1942 في الجهة الشمالية من أحد المعابر في جبال أطلس بالقرب من الطريق التي توصل مراكش بورزازات.
يظهر أن السبب الرئيسي وراء انقراض الأسود البربرية من البرية هو التغيرات البيئيّة التي جرت من حولها، حيث كان لإزالة الغابات وتعريتها لإقامة مراعي للأبقار تأثير كبير على أنواع الطرائد التي تعتمتد عليها في غذائها، كالأيائل والغزلان، مما أدى إلى تناقص أعدادها وتناقص أعداد الأسود بالتالي التي لم تكن قادرة على اقتناص الماشية التي أحضرها الفرنسيون بما أنها كانت تُحرس بشكل جيّد، ومن ثم كان الصيد المكثّف الضربة القاضية بالنسبة لهذه السلالة.

### الأسود البربرية في الأسر والأفراد المحتملة الباقية

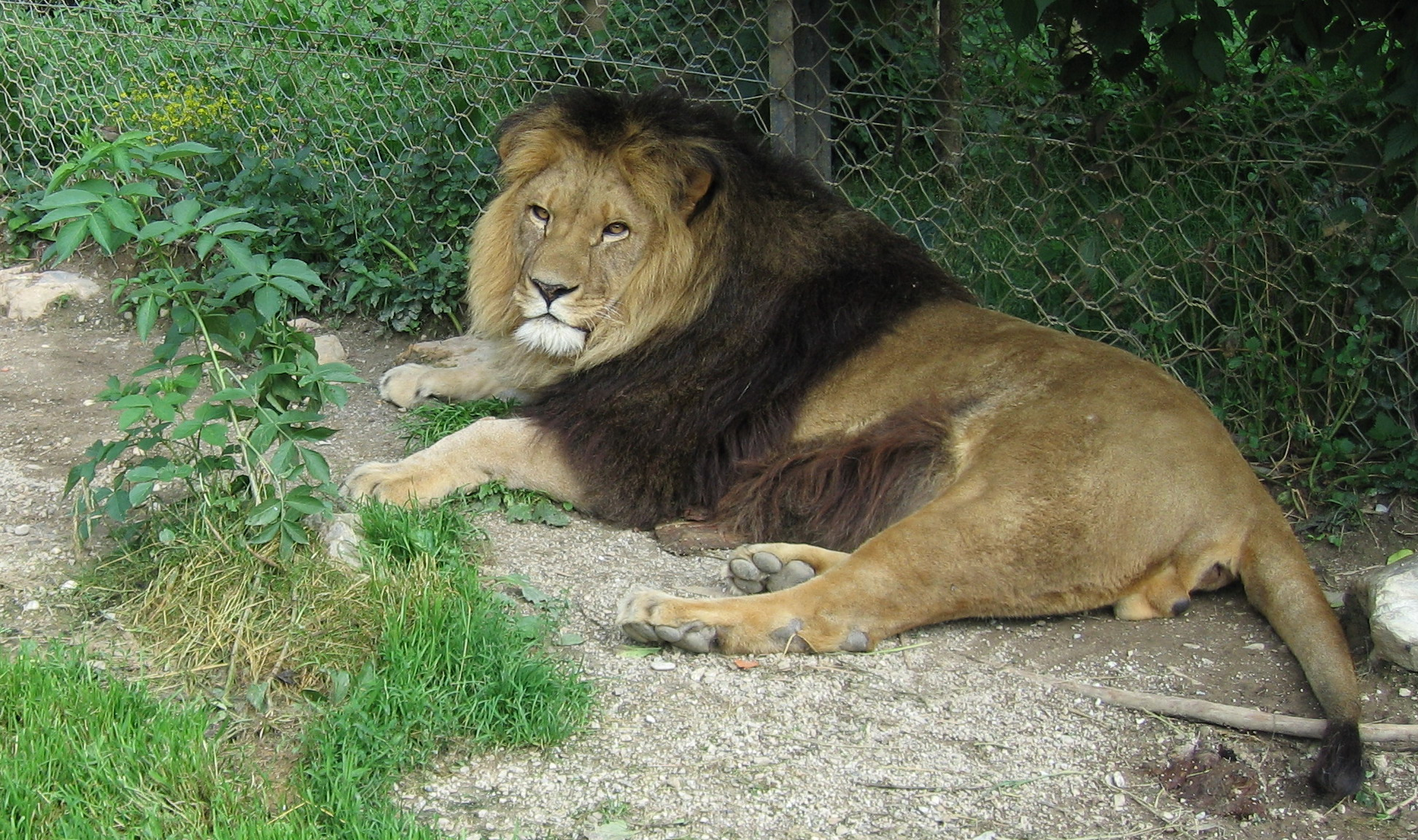
أسد يحتمل أنه بربري في حديقة الحيوانات

كانت الأسود التي اُحتفظ بها في معرض الوحوش في برج لندن خلال القرون الوسطى أسودا بربرية، كما أظهر فحص الحمض النووي الذي أُجري على جمجمتين محفوظتين بشكل جيّد عُثِر عليهما خلال عمليات تنقيب جرت في عام 1937، وقد تمّ تأريخ الفترة التي تعود إليها الجماجم بما بين الأعوام 1280 - 1385 و1420 - 1480. يُفيد الدكتور نوبويكي ياماغوشي من وحدة الحفاظ على الحياة البرية في جامعة أوكسفورد أن نموّ وازدهار الحضارات في وادي النيل وشبه جزيرة سيناء عند بداية الألفية الثانية ق.م. كان سببا في منع التنوع الجيني لدى هذه الأسود بما أنه أدى إلى عزل العديد من الجمهرات عن بعضها البعض. استمرت الأسود البربرية بالتواجد في البرية في بلدان ليبيا، تونس، الجزائر، والمغرب حتى حوالي قرن مضى فقط.
كان يحتفظ بالأسود البربرية في حدائق الحيوانات والسيركات خلال القرن التاسع عشر وأوائل القرن العشرين، وفي عام 1835 تمّ نقل الأسود الباقية في برج لندن إلى معارض ذات ظروف أكثر إنسانية في حديقة حيوانات لندن بناء على أمر دوق ولينغتون وإحدى أشهر هذه الأسود الأسيرة كان ذكرا يدعى «سلطان» والذي عاش في الحديقة حتى عام 1896، كما كان هناك أسد أخر معروف عاش في لايبزغ. أما حاليا فهناك بضعة عشرات من الأسود الأسيرة والتي تعتبر بأنها من السلالة البربرية مثل تلك الموجودة منتزه بورت لمبن للحيوانات البرية والبالغ عددها إثني عشر أسدا .

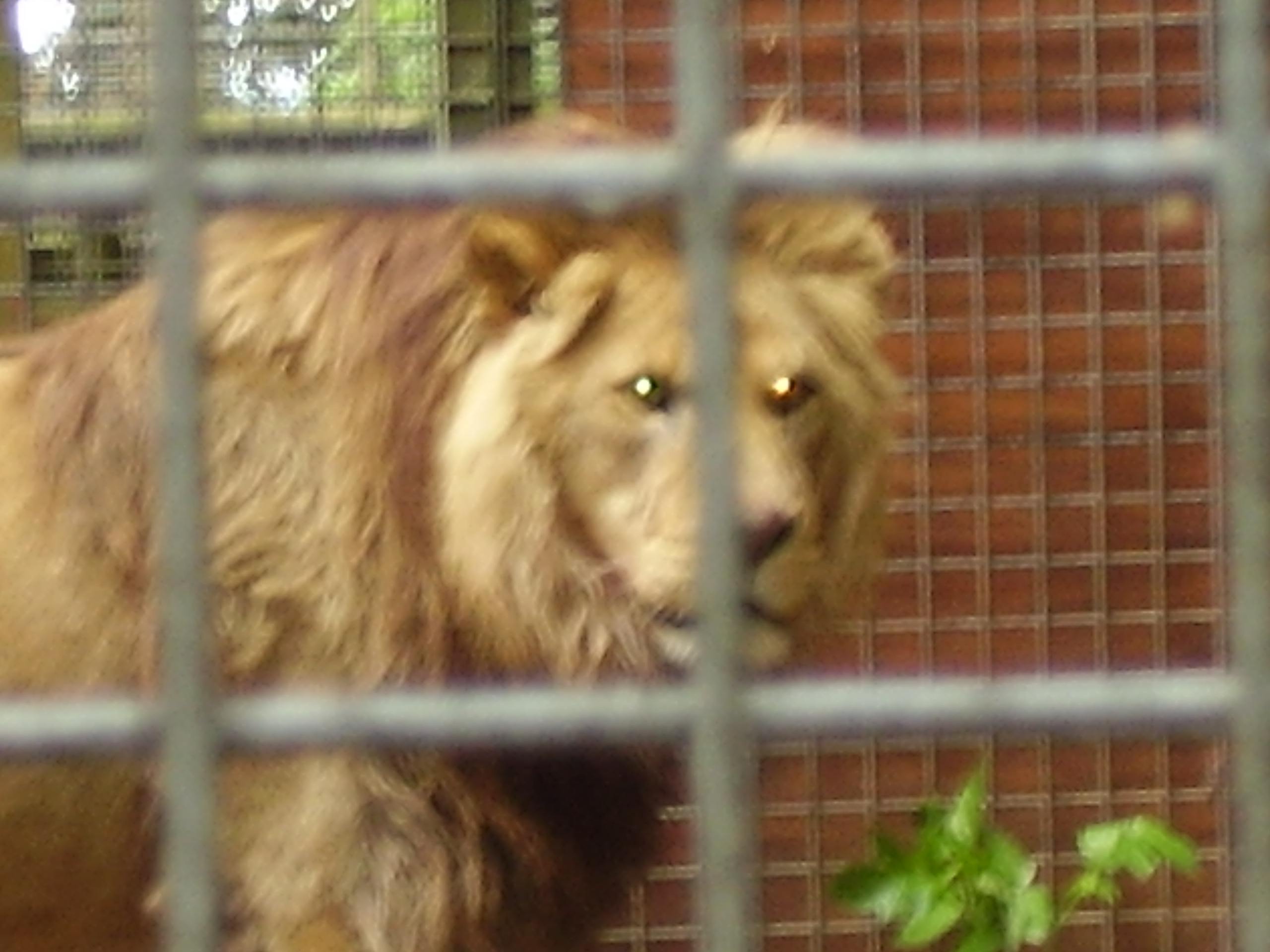
أسد يحتمل أنه بربري في حديقة حيوانات بورت لمبن في بريطانيا

كان العلماء يعتقدون بأن الأسود البربرية تعتبر سلالة مميزة بسبب مظهرها الخارجي وبالتحديد بسبب لبدتها الكبيرة الداكنة وحجمها الأضخم من باقي السلالات، إلا أنه يعرف الآن بأن بعض العوامل العرضيّة تؤثر على لون وحجم لبدة الأسد مهما كانت سلالته ومن هذه العوامل الطقس أو مناخ البيئة المحيطة بالحيوان، فقد لوحظ أن الأسود الإفريقية تنمو لديها لبدات كثيفة وقاتمة في حدائق الحيوانات الأميركية والأوروبية ذات المناخ البارد مما يؤكد أن النظرية الأساسية عن أن هذه السلالة مميزة بسبب مظهرها الخارجي تعتبر خاطئة بل إنه لم يعد يعتد بالمظهر الخارجي لتحديد ما إذا كان أسدا معينا ذو أصل بربري أم لا.
وفي عام 2005 أظهر فحص للحمض النووي لأسد موجود في حديقة حيوانات نيوويد أنه لا يتحدر من فرد من جنوب الصحراء الكبرى وبالتالي فإنه يحتمل أنه يتحدر من أسد بربري أصلي. وعلى الرغم من هذا فقد أظهرت تقارير البحوث حول الحمض النووي للأسد البربري والتي نشرت في عام 2006 دلائل لا تدعم القول بأن الأسد البربري يُعد سلالة مستقلة بذاتها حيث وجد العلماء علامة بسيطة فريدة في حمض نووي مستخلص من عينات شعر أخذت من أسود بربرية محنّطة في المتاحف، ويمكن بالتالي استخدام هذا الأسلوب لمعرفة أي من الأسود المرشحة لتكون بربرية تعتبر فعلا من هذه السلالة ومن لا تكون كذلك. وقد أظهرت هذه الفحوصات أن خمسة من الأسود المنتمية للمجموعة الشهيرة الخاصة بملك المغرب لا تعتبر، وفقا لهذه الفحوصات، بربريّة الأبوين، ويُعتقد أنه في الفترة التي سبقت حكم الرومان لشمال إفريقيا كان البعض من أفراد هذه السلالة يتم تزويجه مع جمهرة شمال إفريقيا من الأسود الآسيوية، مما ولّد بالتالي حيوانات هجينة كانت في بعض الأحيان أكبر من أبويها وفي أحيان أخرى أصغر.
تحتضن حديقة الحيوانات الوطنية في الرباط 32 أسدا أطلسيًا وهو ما يعادل نصف ما تبقى من أسود الأطلس المنقرضة في البرية، حيث صرح عبد الرحيم الصالحي مدير العمليات في الحديقة الوطنية في الرباط، لوكالة فرانس برس «اعتقدنا لفترة طويلة أن أسد الأطلس انقرض تماماً ولم يبق منه شيء، لكن ملك المغرب محمد الخامس كان ما زال يحتفظ في القرن الماضي ببعض هذه الأسود إلى جانب حيوانات أخرى في حديقته الخاصة»، وأضاف أنها «هي التي شكلت فيما ما بعد نواة الحديقة الوطنية في العاصمة الرباط بعد استقلال المغرب عن الاحتلال الفرنسي»

## السلالات المقربة
أظهرت دراسة في عام 1968 أن السلالات البربرية والأسيوية والإفريقية المختلفة بالإضافة لسلالة رأس الرجاء الصالح تمتلك نفس الخصائص في جماجمها وأبرزها الوجه الضيّق المستطيل الشكل الذي يظهر كثيرًا عند الأسود البربرية والآسيوية خصوصًا. ويظهر هذا الأمر بأنه لعلّ كان هناك صلة وثيقة بين أسود شمال إفريقيا وآسيا، كما يُظن بأن السلالة الأوروبية من أوروبة الجنوبية التي انقرضت قرابة العام 80 - 100 م كانت تمثل صلة وصل بين الأسود الشمال إفريقية والآسيوية. ويعتقد بأن السلالة البربرية تمتلك نفس طيّة الجلد التي تمتلكها الأسود الآسيوية على معدتها إلا أنها تختفي تحت لبدتها الطويلة التي تمتد على طول بطنها.

## معرض صور

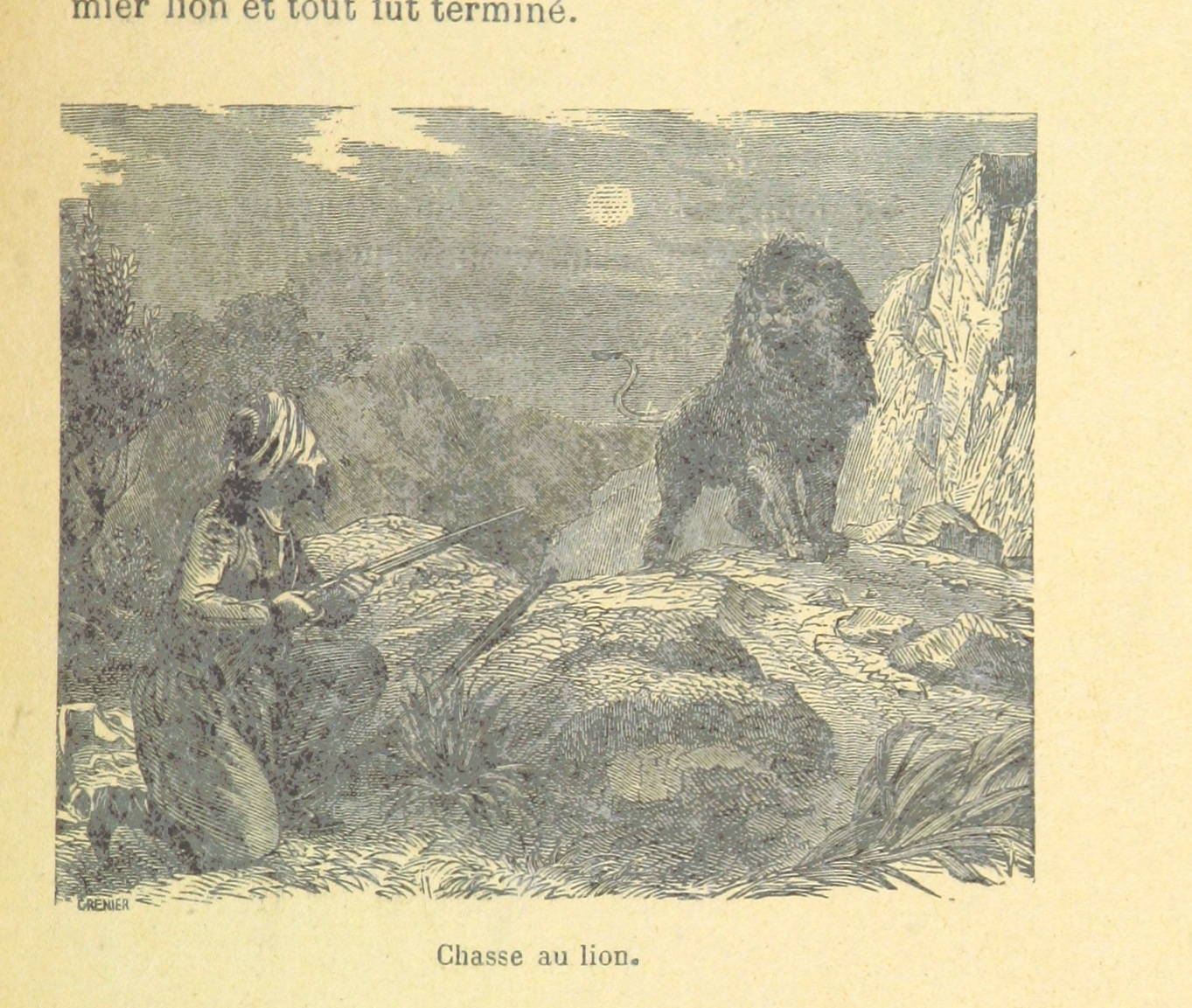
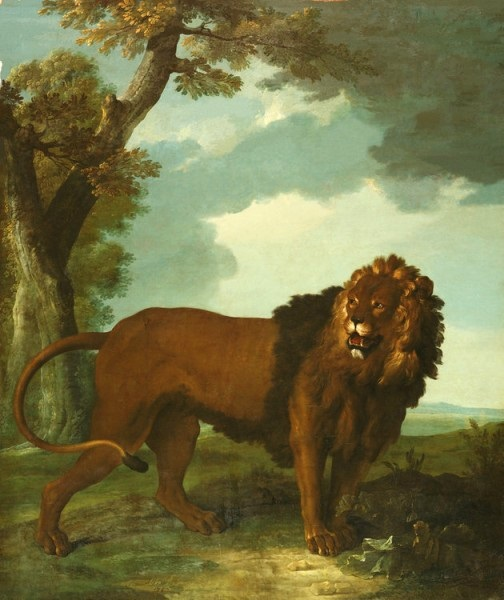
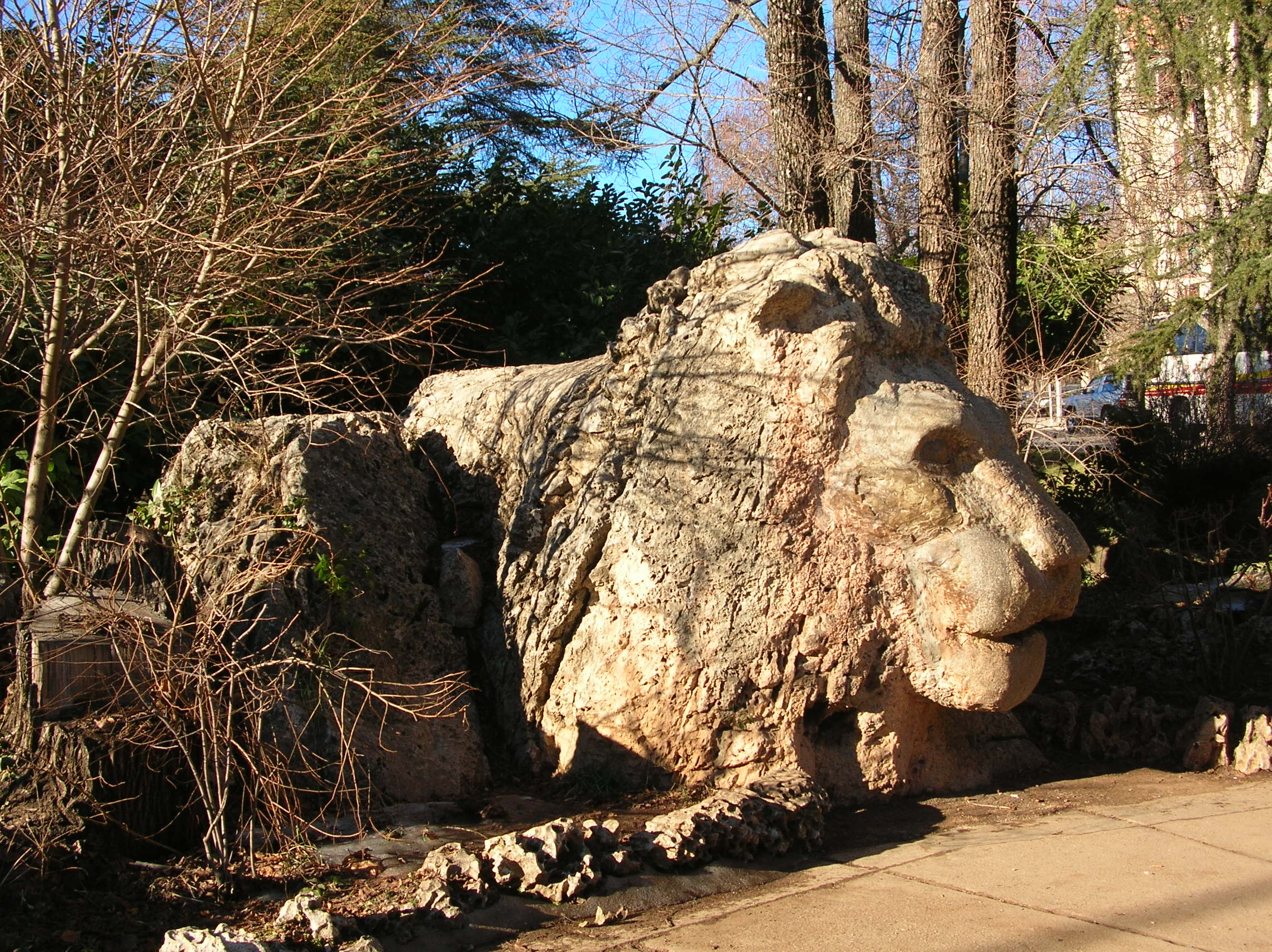
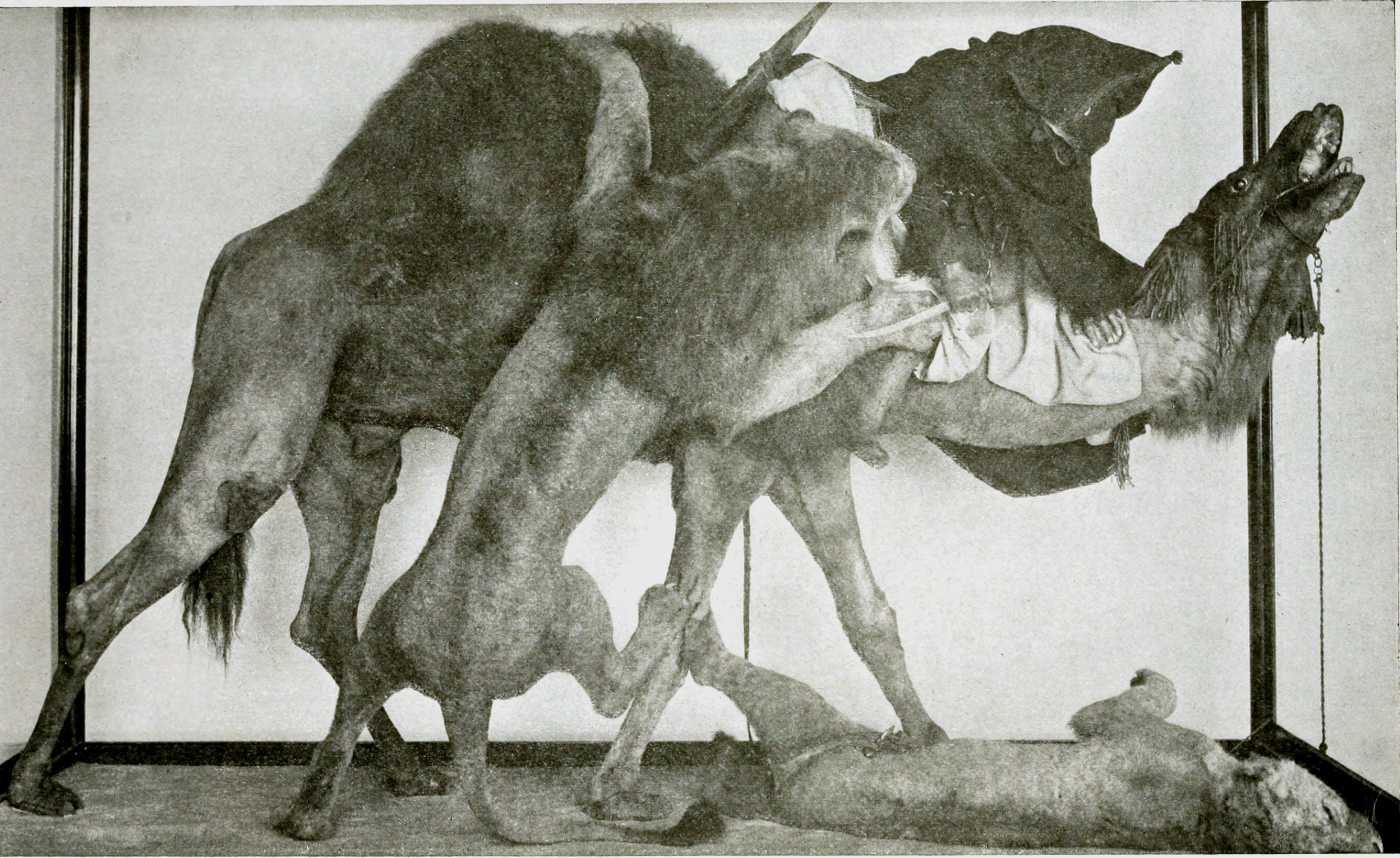
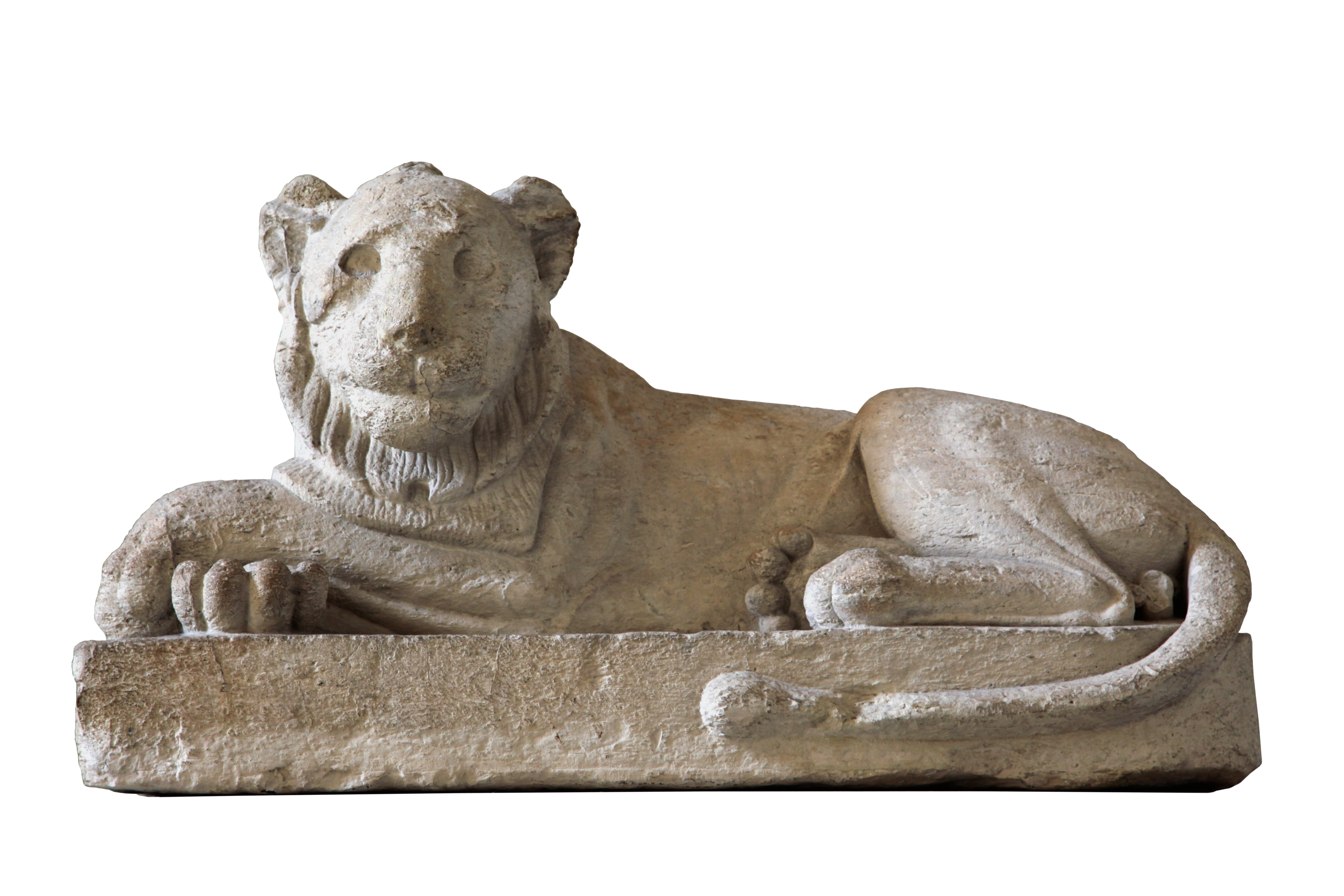
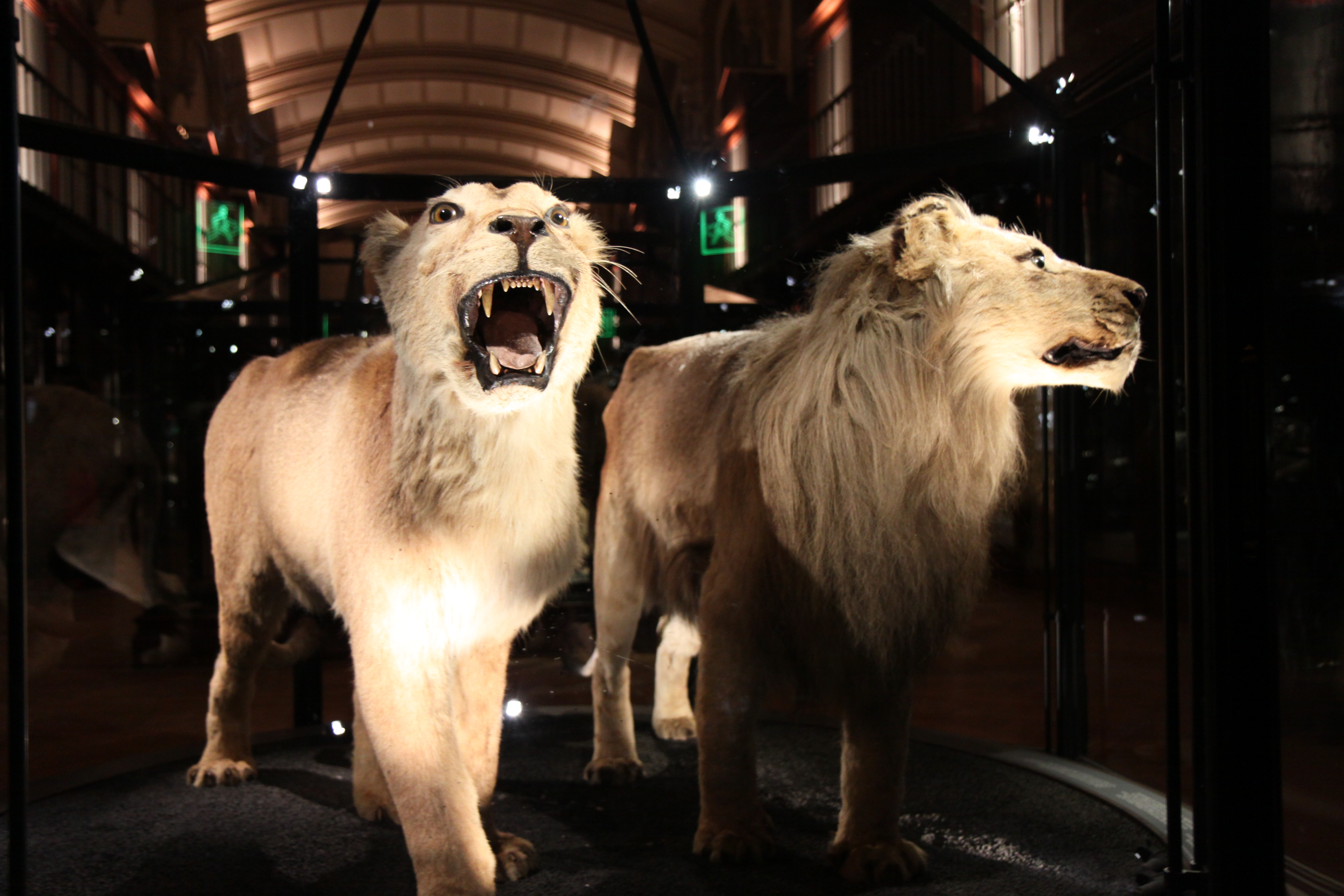

## وصلات خارجية
- أسدين بربريين ذكور يولدان في بلفاست. 10 يناير 2008
- أخبار شبكة بي بي سي عن ثلاثة أسود بربرية وصلت لحديقة حيوانات بيلفاست في 20 مارس 2007.
- موقع الانقراض، معلومات حول الاسد البربري.